# Pavšičeva ulica, Ljubljana
Pavšičeva ulica je ena izmed ulic v Zgornji Šiški (Mestna občina Ljubljana). 

## Poimenovanje
Ulica je bila uradno poimenovana 3. maja 1938 po družini Pavšič; predhodno je imela domače ime Kosovo polje. 

## Urbanizem
Prične se na križišču s Celovško cesto, medtem ko se konča v križišču s Vodnikovo cesto.